# Серпуховсько-Тимірязєвська лінія
Се́рпуховсько-Тиміря́зєвська лінія (рос. Серпуховско-Тимирязевская линия) — дев'ята та друга за довжиною лінія Московського метрополітену, сполучає з центром нові спальні райони на півночі та півдні міста. У 1983—1991 роках називалася Серпуховською лінією. На схемах позначається сірим кольором та числом .
Серпуховсько-Тимірязєвська лінія — повністю підземна, в її складі 25 станцій. Довжина — 41,2 км, середній час поїздки по всій лінії — близько 63 хв.
Середньодобовий пасажиропотік лінії 2011 року становив 868 тис. чоловік.

### Хронологія
| Черга                             | Дата відкриття    | Довжина |
| --------------------------------- | ----------------- | ------- |
| Серпуховська — Південна           | 11 листопада 1983 | 13.0 км |
| Південна — Празька                | 6 листопада 1985  | 1.1 км  |
| Серпуховська — Боровицька         | 23 січня 1986     | 2.8 км  |
| Боровицька — Чеховська            | 31 грудня 1987    | 1.6 км  |
| Чеховська — Савеловська           | 31 грудня 1988    | 4.2 км  |
| Савеловська — Отрадне             | 3 березня 1991    | 8.5 км  |
| Отрадне — Бібірево                | 31 грудня 1992    | 2.6 км  |
| Бібірево — Алтуф'єво              | 15 липня 1994     | 2.0 км  |
| Празька — Вулиця Академіка Янгеля | 31 серпня 2000    | 2.0 км  |
| Вулиця Академіка Янгеля — Анніно  | 12 грудня 2001    | 1.4 км  |
| Анніно — Бульвар Дмитра Донського | 26 грудня 2002    | 2.0 км  |
| Загалом:                          | 25 станцій        | 41.5 км |

## Пересадки
| Пересадка                    | Зі станції                             | На станції                    |
| ---------------------------- | -------------------------------------- | ----------------------------- |
| Сокольницька                 | Боровицька                             | Бібліотека імені Леніна       |
| Замоскворіцька               | Чеховська                              | Тверська                      |
| Арбатсько-Покровська         | Боровицька                             | Арбатська                     |
| Кільцева                     | Серпуховська Менделєєвська             | Новослобідська Добринінська   |
| Тагансько-Краснопресненська  | Чеховська                              | Пушкінська                    |
| Люблінсько-Дмитровська       | Петровсько-Розумовська Цвітний бульвар | Петровсько-Розумовська Трубна |
| Велика кільцева              | Севастопольська Савеловська            | Каховська Савеловська         |
| Бутовська                    | Бульвар Дмитра Донського               | Вулиця Старокачаловська       |
| Монорейка                    | Тимірязєвська                          | Тимірязєвська                 |
| Московське центральне кільце | Владикіно Нагатінська                  | Владикіно Верхні Котли        |

## Станції
|  | Назва станції            | Дата відкриття   | Пере- садки                                            | Глибина, м | Тип конструкції                                                                             | Координати                                                              | Фото |
|  | ------------------------ | ---------------- | ------------------------------------------------------ | ---------- | ------------------------------------------------------------------------------------------- | ----------------------------------------------------------------------- | ---- |
|  | Алтуфьєво                | 15 липня 1994    |                                                        | −9         | односклепінна мілкого закладення                                                            | 55°53′53″ пн. ш. 37°35′13″ сх. д. / 55.8980° пн. ш. 37.5870° сх. д.     |      |
|  | Бібірево                 | 31 грудня 1992   |                                                        | −9,5       | колонна мілкого закладення трипрогінна                                                      | 55°53′02″ пн. ш. 37°36′12″ сх. д. / 55.8838° пн. ш. 37.6034° сх. д.     |      |
|  | Отрадне                  | 1 березня 1991   |                                                        | −9         | односклепінна мілкого закладення                                                            | 55°51′48″ пн. ш. 37°36′17″ сх. д. / 55.8633° пн. ш. 37.6047° сх. д.     |      |
|  | Владикіно                | 1 березня 1991   | Владикіно                                              | −10,5      | колонна мілкого закладення трипрогінна                                                      | 55°50′50″ пн. ш. 37°35′24″ сх. д. / 55.8473° пн. ш. 37.5899° сх. д.     |      |
|  | Петровсько-Разумовська   | 1 березня 1991   | Петровсько-Разумовська                                 | −61        | колонна глибокого закладення трисклепінна колонно-стінова глибокого закладення трисклепінна | 55°50′06″ пн. ш. 37°34′28″ сх. д. / 55.8351° пн. ш. 37.5745° сх. д.     |      |
|  | Тимірязєвська            | 1 березня 1991   | Тимірязєвська                                          | −63,5      | односклепінна глибокого закладення                                                          | 55°49′03″ пн. ш. 37°34′35″ сх. д. / 55.8176° пн. ш. 37.5765° сх. д.     |      |
|  | Дмитровська              | 1 березня 1991   |                                                        | −59        | пілонна трисклепінна                                                                        | 55°48′25″ пн. ш. 37°34′54″ сх. д. / 55.8069° пн. ш. 37.5817° сх. д.     |      |
|  | Савеловська              | 31 грудня 1988   | Савеловська                                            | −52        | пілонна трисклепінна                                                                        | 55°47′34″ пн. ш. 37°35′19″ сх. д. / 55.7927° пн. ш. 37.5885° сх. д.     |      |
|  | Менделєєвська            | 31 грудня 1988   | Новослобідська                                         | −48,5      | колонна глибокого закладення трисклепінна                                                   | 55°46′52″ пн. ш. 37°36′04″ сх. д. / 55.7810° пн. ш. 37.6011° сх. д.     |      |
|  | Цвітний бульвар          | 31 грудня 1988   | Трубна                                                 | −50        | пілонна трисклепінна                                                                        | 55°46′15″ пн. ш. 37°37′07″ сх. д. / 55.7708° пн. ш. 37.6187° сх. д.     |      |
|  | Чеховська                | 31 грудня 1987   | Тверська Пушкінська                                    | −62        | пілонна трисклепінна                                                                        | 55°45′53″ пн. ш. 37°36′33″ сх. д. / 55.764821° пн. ш. 37.609087° сх. д. |      |
|  | Боровицька               | 23 січня 1986    | Бібліотека імені Леніна Арбатська Олександрівський сад | −46,5      | пілонна трисклепінна                                                                        | 55°45′04″ пн. ш. 37°36′26″ сх. д. / 55.7511° пн. ш. 37.6072° сх. д.     |      |
|  | Полянка                  | 23 січня 1986    |                                                        | −36,5      | колонна глибокого закладення трисклепінна                                                   | 55°44′16″ пн. ш. 37°37′05″ сх. д. / 55.7379° пн. ш. 37.6180° сх. д.     |      |
|  | Серпуховська             | 8 листопада 1983 | Добринінська                                           | −43        | пілонна трисклепінна                                                                        | 55°43′41″ пн. ш. 37°37′29″ сх. д. / 55.7280° пн. ш. 37.6246° сх. д.     |      |
|  | Тульська                 | 8 листопада 1983 |                                                        | −9,5       | односклепінна мілкого закладення                                                            | 55°42′31″ пн. ш. 37°37′22″ сх. д. / 55.7087° пн. ш. 37.6229° сх. д.     |      |
|  | Нагатінська              | 8 листопада 1983 | Верхні Котли                                           | −13,5      | колонна мілкого закладення трипрогінна                                                      | 55°40′59″ пн. ш. 37°37′21″ сх. д. / 55.6830° пн. ш. 37.6224° сх. д.     |      |
|  | Нагорна                  | 8 листопада 1983 |                                                        | −9         | колонна мілкого закладення трипрогінна                                                      | 55°40′21″ пн. ш. 37°36′37″ сх. д. / 55.6724° пн. ш. 37.6104° сх. д.     |      |
|  | Нахімовський проспект    | 8 листопада 1983 |                                                        | −9,5       | односклепінна мілкого закладення                                                            | 55°39′46″ пн. ш. 37°36′20″ сх. д. / 55.6627° пн. ш. 37.6055° сх. д.     |      |
|  | Севастопольська          | 8 листопада 1983 | Каховська                                              | −13        | колонна мілкого закладення трипрогінна                                                      | 55°39′09″ пн. ш. 37°35′54″ сх. д. / 55.6524° пн. ш. 37.5984° сх. д.     |      |
|  | Чертановська             | 8 листопада 1983 |                                                        | −10,5      | колонна мілкого закладення трипрогінна                                                      | 55°38′26″ пн. ш. 37°36′24″ сх. д. / 55.6405° пн. ш. 37.6067° сх. д.     |      |
|  | Південна                 | 8 листопада 1983 |                                                        | −10        | односклепінна мілкого закладення                                                            | 55°37′21″ пн. ш. 37°36′32″ сх. д. / 55.6224° пн. ш. 37.6090° сх. д.     |      |
|  | Празька                  | 6 листопада 1985 |                                                        | −9,5       | колонна мілкого закладення трипрогінна                                                      | 55°36′45″ пн. ш. 37°36′16″ сх. д. / 55.6124° пн. ш. 37.6044° сх. д.     |      |
|  | Вулиця Академіка Янгеля  | 31 серпня 200    |                                                        | −8         | односклепінна мілкого закладення                                                            | 55°35′42″ пн. ш. 37°36′01″ сх. д. / 55.5949° пн. ш. 37.6004° сх. д.     |      |
|  | Анніно                   | 12 грудня 2001   |                                                        | −8         | односклепінна мілкого закладення                                                            | 55°34′58″ пн. ш. 37°35′48″ сх. д. / 55.5828° пн. ш. 37.5966° сх. д.     |      |
|  | Бульвар Дмитра Донського | 26 грудня 2002   | Вулиця Старокачаловська                                | −10        | колонна мілкого закладення трипрогінна                                                      | 55°34′09″ пн. ш. 37°34′37″ сх. д. / 55.5693° пн. ш. 37.5769° сх. д.     |      |

## Депо та рухомий склад

### Депо, що обслуговували лінію
| Депо         | Роки обслуговування |
| ------------ | ------------------- |
| «Варшавське» | з 1983              |
| «Владикіно»  | з 1991              |

### Кількість вагонів у потягах
| Кількість вагонів | Роки        |
| ----------------- | ----------- |
| 6                 | 1983 — 1992 |
| 7                 | 1992 — 2006 |
| 8                 | з 2004      |

### Типи вагонів
| Тип вагонів             | Роки                                          |
| ----------------------- | --------------------------------------------- |
| 81-717/714              | 1983 — березень 2015                          |
| 81-717.5/714.5          | 1994 — березень 2015, 12 квітня 2015          |
| 81-717.5М/714.5М        | 2003 — березень 2015                          |
| 81-760/761 «Ока»        | з 26 грудня 2012                              |
| 81-760А/761А/763А «Ока» | 15 січня 2015, 22 квітня 2015 — 27 січня 2016 |